# Rob Henderson
Pour les articles homonymes, voir Henderson.
Pas d'image ? Cliquez ici

a Compétitions nationales et continentales officielles uniquement.

b Matchs officiels uniquement.
Dernière mise à jour le 9 novembre 2021.
Robert Alexander James "Rob" Henderson, né le 27 octobre 1972 à Douvres (Angleterre), est un joueur de rugby à XV irlandais. Il a joué en équipe d'Irlande et pour les Lions, et évolue au poste de centre.

## Carrière

### En club
- 1992-1997 : London Irish  Angleterre
- 1997-2001 : London Wasps  Angleterre
- 2001-2006 : Munster  Irlande
- 2006-2007 : RC Toulon (Pro D2)  France

### En équipe nationale
Il a eu sa première cape internationale en équipe d'Irlande le 12 novembre 1996 contre l'équipe des Samoa, et la dernière le 30 août 2003 contre l'équipe d'Italie.

## Palmarès

### En club
- Vainqueur de la coupe d'Europe : 2006
  - Finaliste : 2002

### En équipe nationale
- 29 sélections équipe d'Irlande entre 1996 et 2003
- 6 essais (30 points)
- Sélections par année : 1 en 1996, 2 en 1997, 4 en 1998, 4 en 1999, 8 en 2000, 2 en 2001, 6 en 2002, 2 en 2003
- Équipe d'Irlande A : 1 sélection en 1997 (Samoa)
- 3 matchs joués pour les Lions britanniques et irlandais lors de la tournée 2001 en Australie